# ميك بيرغر
ميك بيرجر Mik Berger (ولد عام 1958 في هامبورغ) هو كاتب ألماني.
كتب بيرجر التمثيليات الإذاعية للأطفال بين عامي 1987 و2006. وله كذلك العديد من الكتابات في مجالات أخرى. وحصل في عام 2005 على جائزة كوني Conni-Award لكونه باع أكثر من مائتين نسخة من أسطوانات لشركة كوني.
من أعماله:
تمثيليات
-	بينك وأصدقائه
-	صيد مصاصي الدماء
-	كاتي والاحصنة
-	قف واذهب
-	معجم الحيوانات
-	ملك الأسود
-	صديقتي كوني
كتب
-	كولومبيا ... نعم أو لا؟
-	أرض يسافر إليها .. كولومبيا
-	لاورا والحزام الذهبي
-	ميلا وميرلين
-	تسعة وتسعة إمكانية لفتح الزجاجة
-	تسعة وتسعة إمكانية لادخار الكثير من النقود
-	النمو ... اليوم السابع